# 二京賦
二京賦是東漢張衡的作品，包括《西京赋》、《东京赋》两篇，是張衡的代表作。其結構嚴謹精密，被視為漢賦中的精品。

## 內容
張衡拟班固《两都赋》，创作了《二京赋》。此賦以東漢東西二京（西京长安与东京洛阳）作比較，颂扬汉朝国势隆盛，和描寫人民生活。《西京赋》写长安的奢华无度，《东京赋》写洛阳的俭约和禮仪，以为对比，歌颂东汉。汉国渊说《二京赋》是“博物之书也”。